# Plakrand

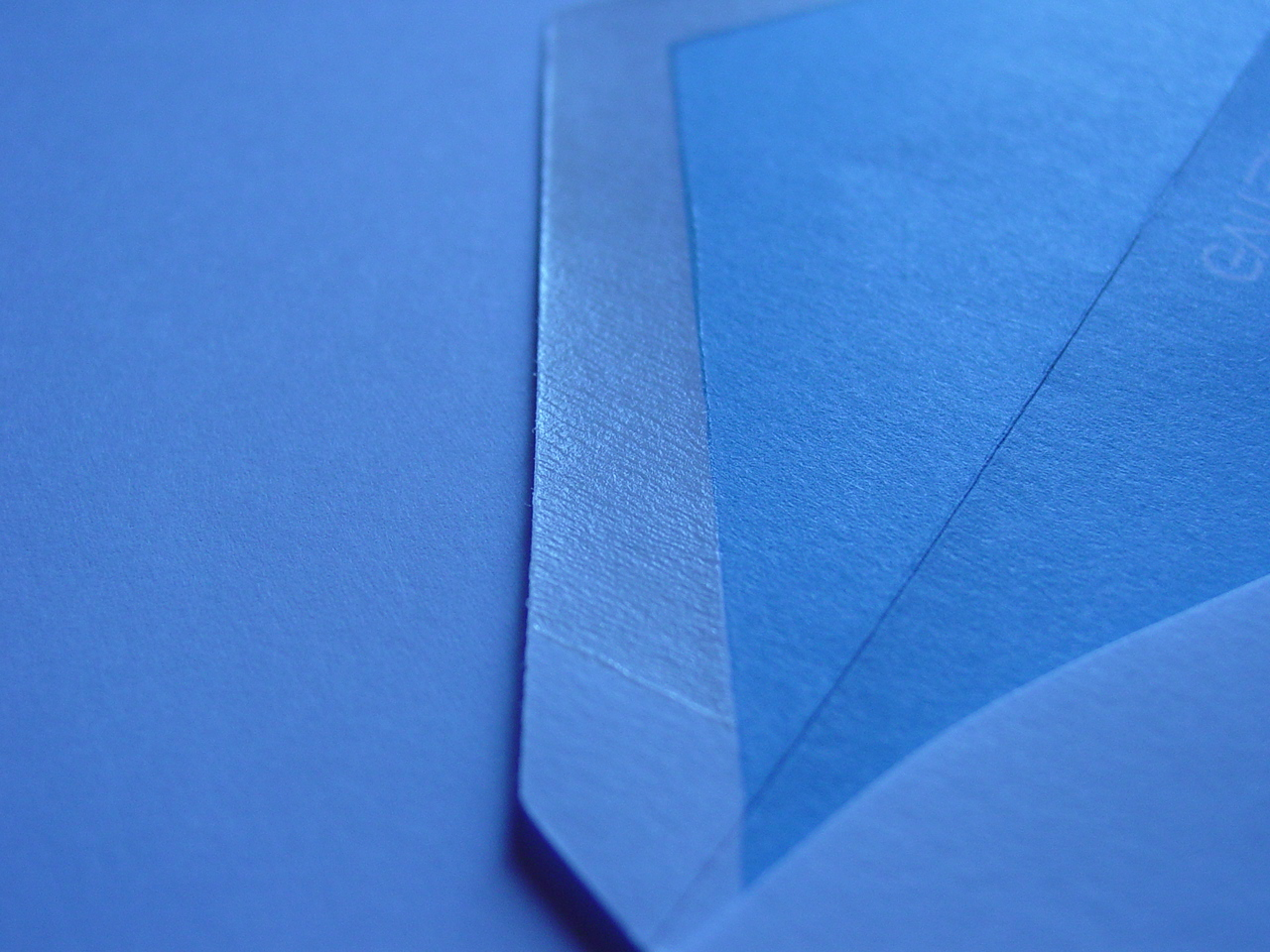
Plakrand van een envelop

Een plakrand is een rand waarmee voorwerpen, bijvoorbeeld enveloppen, kunnen worden gesloten. 
Er zijn drie verschillende plakranden:
- zelfklevende (volgens het stickerprincipe) of met de "Post-it-memo" kleefrandprincipe;
- herbevochtigbare lijm
- en die gelijmd moeten worden.

Voor enveloppen worden tegenwoordig steeds meer zelfklevende plakranden gebruikt, die niet meer vochtig gemaakt hoeven te worden. Ook hebben kartonnen dozen of papieren doosjes vaak een plakrand. Het zijn vaak plakranden die gelijmd moeten worden. Een wasknijper zou een hulpmiddel kunnen zijn om het goed te kunnen hechten.
Een plakrand komt ook voor bij papieren bouwpakketten die in elkaar gevouwen moeten worden waarbij de randen gelijmd moeten worden.
Voor sommige wegwerpartikelen zijn geen plakranden nodig, zoals voor maandverbandwegwerpzakjes. Ook wordt naast lijm bijvoorbeeld plakband gebruikt als alternatief voor plakranden.